# Tarvastu (obec)
Obec Tarvastu (estonsky Tarvastu vald) je bývalá samosprávná obec, která se nacházela na území estonského kraje Viljandimaa. V roce 2017 byla společně s blízkou obcí Kolga-Jaani začleněna do obce Viljandi.

## Sídla
V obci Tarvastu žilo přibližně čtyři a půl tisíce obyvatel v jednom městečku (Mustla) a 36 vesnicích (Anikatsi, Arakumäe, Jakobimõisa, Järveküla, Kalbuse, Kannuküla, Kärstna, Kivilõppe, Koidu, Kuressaare, Maltsa, Marjamäe, Metsla, Mõnnaste, Muksi, Pahuvere, Pikru, Põrga, Porsa, Raassilla, Riuma, Roosilla, Soe, Sooviku, Suislepa, Tagamõisa, Tarvastu, Tinnikuru, Unametsa, Väluste, Vanausse, Veisjärve, Vilimeeste, Villa, Vooru, Ämmuste a Ülensi). Správním centrem obce bylo městečko Mustla.